# Перегрупування Ладенбурґа
Перегрупування Ладенбурґа (англ. Ladenburg rearrangement) — термічне (200—300 °C) перетворення N-алкілпіридинієвих солей в α- та γ-алкілпіридини.
2C5H5NAlk+Cl– → 2-AlkC5H4NH+Cl– + 4-AlkC5H4NH+Cl–.